# The Music Band
The Music Band est une série de trois albums du groupe américain War, enregistrés de 1979 à 1980. 
- The Music Band I (1979)
- The Music Band II (1979)
- The Music Band live (1980)